# Pseudopanurgus simulans
Pseudopanurgus simulans là một loài Hymenoptera trong họ Andrenidae. Loài này được Swenk & Cockerell mô tả khoa học năm 1907.